# Trathala martini
Trathala martini är en stekelart som beskrevs av Dasch 1979. Trathala martini ingår i släktet Trathala och familjen brokparasitsteklar. Inga underarter finns listade i Catalogue of Life.